# グランナイツヒストリー
『グランナイツヒストリー』は、ヴァニラウェアが開発し、マーベラスエンターテイメントより2011年9月1日に発売されたPlayStation Portable用ゲーム。3国の戦争を描いたファンタジーRPG（オンラインマルチウォーゲーム）。プレイヤーは騎士団長として見習いを訓練し（RPGパート）、戦地に送り出す（ウォーゲームパート）。
オンラインゲームとはいってもリアルタイムに通信操作するのではなく、「現在の戦況」をサーバーと同期するのみで、各自のプレイ自体はオフラインを基本とする。

## ゲームシステム

### 育成パート（RPG）
最初に4人の騎士見習いキャラを作成、60日の見習い期間を訓練に充てる。街の外で遭遇戦を経験したり、クエストの報酬として訓練所の利用を認められるなどして成長させてゆき、充分な戦力になったと判断した時点で戦場に送り出す。
ターン制コマンド選択方式で、3×4のポジションによる隊列があり、スキルに範囲攻撃が存在する。
スキルにはMPなどの消費リソースが設定されておらず、代わりにパーティで共通のAP（アクション・ポイント）を割り振る形になっている。各戦闘の開始時点ではAPはわずか6に過ぎないため、大技を使おうとすると他メンバーの行動に制限がかかってくる。APは成長によって増加することはないが、戦闘中に敵を撃破することで（その戦闘中だけ）増やすことができる。

### 戦争パート
見習い期間60日を終え、充分に成長させたメンバーは騎士の叙勲を受け戦場に赴く。パーティの各メンバーに簡単な行動指針を設定、自動で戦闘を行なわせることもできるし、自分自身が（RPGモード同様に）部隊を率いて戦闘しても良い。
戦争モードやコミュニティモードへの切り替え時にはWi-Fi経由でサーバに接続し戦況を同期するが、プレイ中はあくまでオフラインである。
配下部隊の勝敗はサーバとの同期によってリアルタイムで戦況を書き換え、数千数万の騎士団による戦争全体の趨勢が決してゆく。

## 登場人物
レオン王（レオン・フリード）
声 - 岸尾だいすけ
セフィア皇女（セフィア・ティオレ・ログレス）
声 - 悠木碧
ミューズ女王（ミューズ・クロムウェル）
声 - 井上喜久子
ファウゼル王（ファウゼル・ウォルド・ログレス）
声 - 杉田智和
リーシャ
声 - 喜多村英梨